# Paul Evans (cầu thủ bóng đá, sinh 1964)
Paul Alan Evans (sinh ngày 14 tháng 9 năm 1964) là một cựu cầu thủ bóng đá người Anh thi đấu ở vị trí tiền đạo.

## Sự nghiệp
Evans bắt đầu sự nghiệp với Cardiff City, có màn ra mắt khi vào sân từ ghế dự bị thay cho Wayne Matthews trong thất bại 1–0 trước Blackburn Rovers vào tháng 12 năm 1983. Tuy nhiên, ông chỉ có thêm 1 trận ra sân cho câu lạc bộ trước khi bị giải phóng. Sau đó ông trở lại Football League với Newport County năm 1987.